# Lee Joon-ik
Lee Joon-ik (en hangul, 이준익) (Seül, Corea del Sud, 21 de setembre de 1959) és un director de cinema, productor i actor sud-coreà. És principalment conegut per haver dirigit Wang-ui Namja (2005), una de les pel·lícules sud-coreanes més taquilleres de la història. Altres films destacats inclouen Nimeun meongose (2008), Sowon (2013), Sado (2015) i Dongju (2016).
Lee Joon-ik va néixer el 21 de setembre de 1959 a la ciutat de Seül, Corea del Sud. Va estudiar pintura oriental a la Universitat Sejong, però les seves dificultats financeres el van portar a abandonar els seus estudis i aconseguir una ocupació com a il·lustrador de revistes. En 1985, Lee es va convertir en director de màrqueting i va començar a dissenyar cartells i altres materials de màrqueting per a pel·lícules nacionals i estrangeres. Ràpidament va guanyar una bona reputació pel seu talent artístic i en 1993, va crear la seva pròpia companyia de producció i distribució, CineWorld. Aquest mateix any també va dirigir la seva primera pel·lícula, Kid Cop.
La seva següent pel·lícula, la comèdia històrica Hwangsanbul (2003), va establir la seva reputació com a director i va atreure a audiències tant nacionals com internacions. La pel·lícula va ser la vuitena pel·lícula més vista a Corea del Sud d'aquest any, amb 2.835.000 d'entrades venudes a nivell nacional.
En 2005, Lee va dirigir el seu film més conegut, Wang-ui Namja, una de les pel·lícules sud-coreanes més taquilleres de la història. El film va rebre la lloança de la crítica, així com també una sèrie de diversos premis i nominacions. Per aquesta pel·lícula, Lee va rebre un Grand Bell Award a millor director, així com també nominacions a un Baeksang Arts Award, a un Premi de Cinema Blue Dragon i a un Korean Film Award en la mateixa categoria.

## Filmografia
Director
- Kid Cop (1993)
- Hwangsanbul (2003)
- Wang-ui Namja (2005)
- Ra-dee-o-seu-ta (2006)
- Jeul-geo-woon in-saeng (2007)
- Nimeun meongose (2008)
- Goo-reu-meul beo-eo-nan dal-cheo-reom (2010)
- Pyeong-yang-seong (2011)
- Sowon (2013)
- Sado (2015)
- Dongju (2016)
- Park Yeol (2017)
- Byeonsan (2018)
- The Book of Fish (2021)

Productor
- The Spy (1999)
- Anakiseuteu Anarchists (2000)
- Gongpo taxi (2000)
- Dalmaya Nolja (2001)
- Hwangsanbul (2003)
- Wang-ui Namja (2005)
- Ra-dee-o-seu-ta (2006)

## Premis i nominacions
| Any  | Premi                                     | Categoria       | Pel·lícula      | Resultat  |
| ---- | ----------------------------------------- | --------------- | --------------- | --------- |
| 2006 | Baeksang Arts Awards                      | Millor director | Wang-ui Namja   | Nominat   |
| 2006 | Grand Bell Awards                         | Millor director | Wang-ui Namja   | Guanyador |
| 2006 | Blue Dragon Film Awards                   | Millor director | Wang-ui Namja   | Nominat   |
| 2006 | Korean Film Awards                        | Millor director | Wang-ui Namja   | Nominat   |
| 2007 | Deauville Asian Film Festival             | Premi del jurat | Wang-ui Namja   | Guanyador |
| 2009 | Baeksang Arts Awards                      | Millor director | Nimeun meongose | Nominat   |
| 2013 | Blue Dragon Film Awards                   | Millor director | Sowon           | Nominat   |
| 2014 | Chunsa Film Art Awards                    | Millor director | Sowon           | Nominat   |
| 2014 | Baeksang Arts Awards                      | Millor director | Sowon           | Nominat   |
| 2015 | Korean Association of Film Critics Awards | Millor director | Sado            | Nominat   |
| 2015 | Grand Bell Awards                         | Millor director | Sado            | Nominat   |
| 2015 | Blue Dragon Film Awards                   | Millor director | Sado            | Nominat   |
| 2015 | The Korea Film Actors Association Awards  | Millor director | Sado            | Guanyador |
| 2015 | Max Movie Awards                          | Millor director | Sado            | Nominat   |
| 2015 | Àsia Pacific Screen Awards                | Millor director | Sado            | Nominat   |
| 2016 | Baeksang Arts Awards                      | Millor director | Dongju          | Nominat   |
| 2016 | Buil Film Awards                          | Millor director | Dongju          | Guanyador |
| 2016 | Blue Dragon Film Awards                   | Millor director | Dongju          | Nominat   |
| 2017 | Buil Film Awards                          | Millor director | Park Yeol       | Nominat   |
| 2017 | Grand Bell Awards                         | Millor director | Park Yeol       | Guanyador |
| 2017 | Blue Dragon Film Awards                   | Millor director | Park Yeol       | Nominat   |
| 2017 | Chunsa Film Art Awards                    | Millor director | Park Yeol       | Nominat   |
| 2017 | Resistance Film Festival in Korea         | Millor director | Park Yeol       | Guanyador |